# Штепан Рак
Степан Рак (чеськ. Štěpán Rak; нар. 8 серпня 1945, Хуст, Україна) — чеський класичний гітарист, композитор і педагог чесько-українського походження.

## Біографія
Народився в місті Хуст на Закарпатті, в дитинстві був залишений батьками і підібраний радянськими військами, що йшли на Прагу, де його усиновила сім'я Рак. Навчався теорії музики та грі на гітарі у Празькій консерваторії в 1965—1970 роках, потім композиції в Празької Академії музики. З 1975 по 1980 викладав у консерваторії міста Ювяскюля (Фінляндія). Після оксамитової революції 1989 року Рак отримав світову популярність як концертуючий гітарист і хороший композитор. В даний час веде активну концертну, педагогічну (у Празькій консерваторії) і композиторську діяльність, виступає в різних країнах, в 2002 році відвідав Москву.

## Родичі
- Син Ян-Матей Рак (нар. 1977) — гітарист, автор пісень
- Син Степан Рак — палеонтолог

## Робота

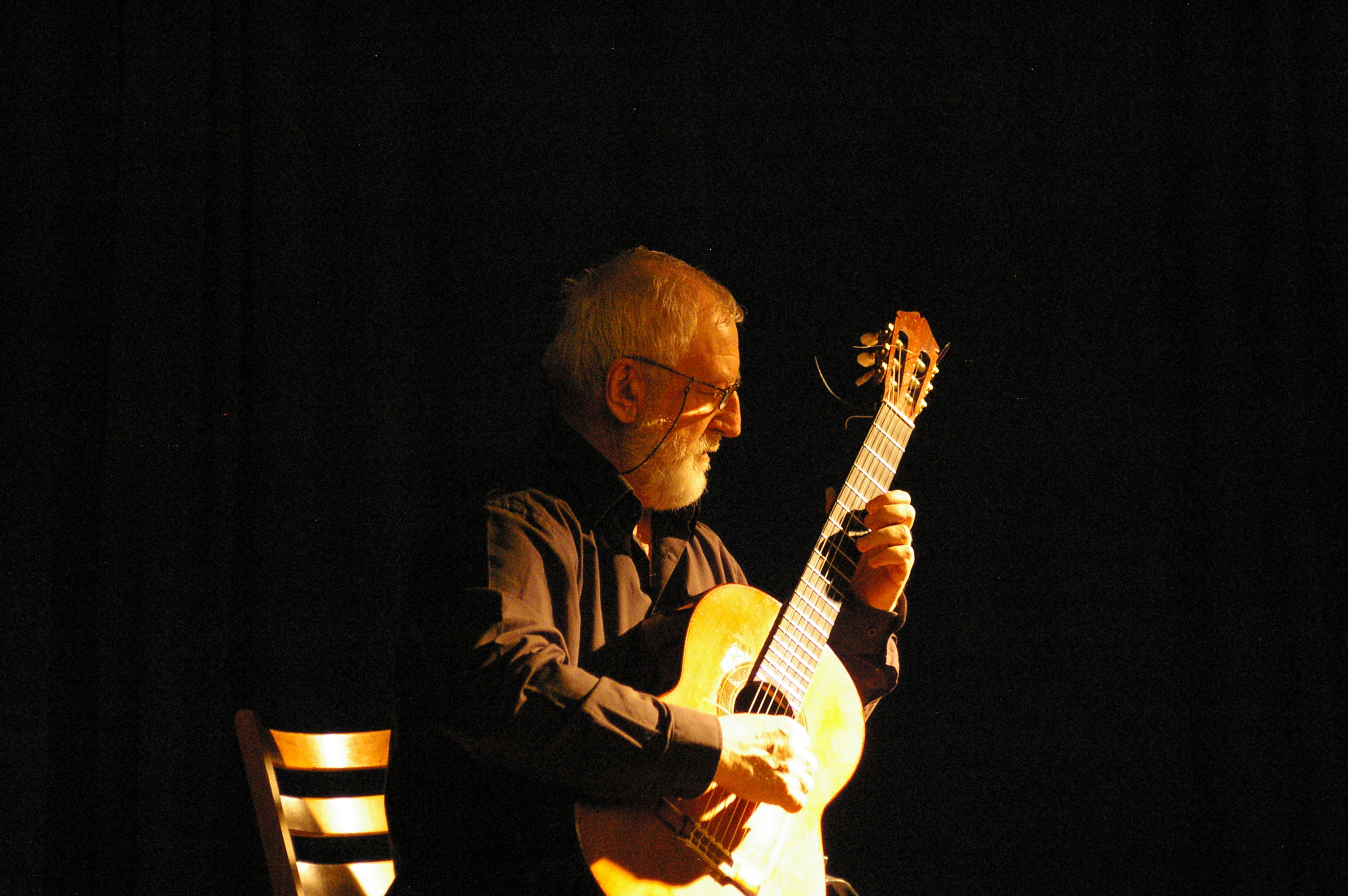
На концерті Вівата Коменського, Подєбради 2010

### Творчість
Стиль творів Рака заснований на романтичних, неоренесансних і фольклорних традиціях, але композитор також використовує всілякі нові технічні прийоми (так, при виконанні твору «Голосу безодні» потрібно притискати струни чайною ложкою). Менш відомі симфонічні та камерні твори композитора, в тому числі п'єса «Хіросіма» для симфонічного оркестру (1973). Виконавську манеру Рака відрізняють блискуча техніка та харизма.

### Літературна та публікаційна діяльність
- Гітара, моя любов — разом з Ярославою Урбановою — EMINENT 2003